# Monete della rufiyaa delle Maldive
Le monete della rufiyaa delle Maldive sono documentate da quando le isole divennero un protettorato britannico nel AH1304 (1887).
Le Maldive ottennero l'indipendenza fuori dal Commonwealth delle nazioni come monarchia indipendente. Una seconda repubblica fu dichiarata nel 1968. Le Maldive sono ritornate nel Commonwealth il 1982.

## AH1318–20 (1900–02)
Il AH1318 (1900) fu coniato un larin di rame (o laari). Anche il AH1319 (1901) fu coniato un larin di rame. Il AH1320 (1902) furono coniati una moneta ad di rame da 1 Larin & ed una da 4 laari.

## AH1331 (1913)
Questa serie era composta da pezza da 1 laari & 4 laari che furono coniate il AH1331 (1913) alla Heaton's Mint a Birmingham nel Regno Unito, nonostante rechino in arabo l'iscrizione 'Struck at Malé'.

## AH1379 (1960)
Queste monete furono le ultime ad essere coniate sotto il protettorato britannico. Furono anche le uniche emese sotto il regno del sultano Mohammed Farid Didi (1954–68). Furono battute alla Royal Mint a Londra. Hanno le stesse dimensioni delle monete di Ceylon, che erano normalmente in circolazione nelle Maldive. Le monete coniate nel 1960 avevano i seguenti valori:
- 1 laari
- 2 laari
- 5 laari
- 10 laari
- 25 laari
- 50 laari

Ci furono due tipi di monete da 50 laari. Una di queste ha una scanalatura lungo il bordo mentre l'altra è zigrinata. Tutte queste monete hanno le scritte in arabo ed in divehi.

## II Repubblica fuori dal Commonwealth
Le prime monete ad essere emesse dalla Maldive nel periodo in cui uscirono dal Commonwealth (1965–82) furono quelle del AH1389 (1970). In questo periodo furono coniate i primi pezzi espressi in rufiyaa. Solo nei tardi anni 1970 le date sulle monete delle Maldive cominciarono aa corrispondere (ad. es. le monete commemoraticve d'argento da 100 rufiyaa negli anni AH1399 (1979) & AH1400 (1980)). Le monete del AH1389 avevano gli stessi tipi di quelle del 1960, ma tutti i riferimenti al Sultanato furono sostituiti con riferimenti alla Repubblica. Solo nei tardi anni 1970 apparvero per la prima volta le legende anche in inglese.

## II Repubblica entro il Commonwealth
La prima moneta ad essere emessa dopo il ritorno delle Maldive all'interno del Commonwealth fu quella da 1 rufiyaa datata AH1402 (1982). Questa moneta ha l'emblema delle Maldive al dritto con la data. Al rovescio c'è la legenda 'REPUBLIC OF MALDIVES 1 RUFIYAA'. Una serie di valori minori da 1 laari a 50 laari fu messa in circolazione nel AH1404 (1984). Dopo di queste sono state coniate diverse monete commemorative, inclusa una moneta-medaglia da 250 rufiyaa. Nel AH1416, la moneta da 2 rufiyaa è stata messa in circolazione per sostituire la banconota da 2 rufiyaa.